# Орден «На благо Республики»
Орден «На благо Республики» - государственная награда Республики Мальта.

## История
Орден «На благо Республики» был основан в 1975 году как общество, членство в котором возможно только для граждан Республики Мальты, продемонстрировавших исключительные заслуги в служении Мальте или всему человечеству.
Количество членов ордена ограничено 20 человеками. Новый приём членов в орден возможен только после образования вакансии.
Количественные ограничения на приём в орден не распространяются на Почётных членов ордена, которые включают как граждан Мальты, так и иностранцев.
Члены ордена и Почётные члены имеют право на размещение после имени аббревиатуры «SG» (мальт. Sieħeb il-Ġieħ — «партнёр честь»).

## Степени
Орден имеет одну степень.
Знак ордена на чрезплечной широкой ленте и звезду ордена на левой стороне груди.

## Описание
Знак ордена представляет собой овальный медальон голубой эмали с широкой каймой белой эмали. В медальоне золотое изображение сторожевой башенки форта Валлетты. На кайме золотыми буквами: «Għall-Ġid tal-Maltin» и «Ġieħ ir-Repubblika» разделённые пятиконечными звёздочками. Сверху на медальоне сидит расправивший крылья золотой голубь. Снизу медальон окаймляют две лавровых ветви зелёной эмали.
Звезда ордена многолучевая, покрытая бриллиантовыми гранями, по форме почти круг. В центре наложен знак ордена.
Орденская лента красного цвета с белыми полосками по краю.

## Почётные члены ордена(не полный список)
- Королева Великобритании Елизавета II, S.Ġ. 23 ноября 2005 года
- Королева Испании София, S.Ġ. 25 ноября 2009 года
- Генерал Муамар Каддафи, S.G. 5 декабря 1975 года (исключён из ордена 26 августа 2011 года)[1]
- Президент Италии Джованни Леоне, S.G. 6 декабря 1975 года
- Председатель Китайской Народной Республики Ли Сяньнянь, S.G. 22 ноября 1984 года
- Президент Корейской Народно-Демократической Республики Ким Ир Сен, S.G. 1 августа 1985 года
- Жозе Мануэл Баррозу, S.G. 10 октября 1994 года
- Президент Италии Карло Адзельо Чампи, S.G. 19 мая 2005 года
- Президент Латвии Вайра Вике-Фрейберга, S.G. 19 июня 2006 года
- Ингрид Рюйтель, супруга Президента Эстонии Арнольда Рюйтеля, S.G. 1 октября 2003 года
- Имантс Фрейбергс, супруг Президента Латвии Вайры Вике-Фрейберга, S.G. 16 февраля 2004 года
- Фотини Пападопулу, супруга Президента Кипра Тассоса Пападопулоса, S.G. 17 февраля 2005 года
- Екатерина Ющенко, супруга Президента Украины Виктора Ющенко, S.G. 9 июля 2008 года
- Мария Каваку Силва, супруга Президента Португалии Анибала Киваку Силвы, S.G. 12 ноября 2008 года
- Зорка Петрова Пырванова, супруга Президента Болгарии Георгия Пырванова, S.Ġ. 20 октября 2009 года
- Мария Бэсеску, супруга Президента Румынии Траяна Бэсеску, S.Ġ. 30 июня 2010 года
- Гюнтер Ферхойген, S.G. 17 марта 2004 года